# Authenticité (Tchad)

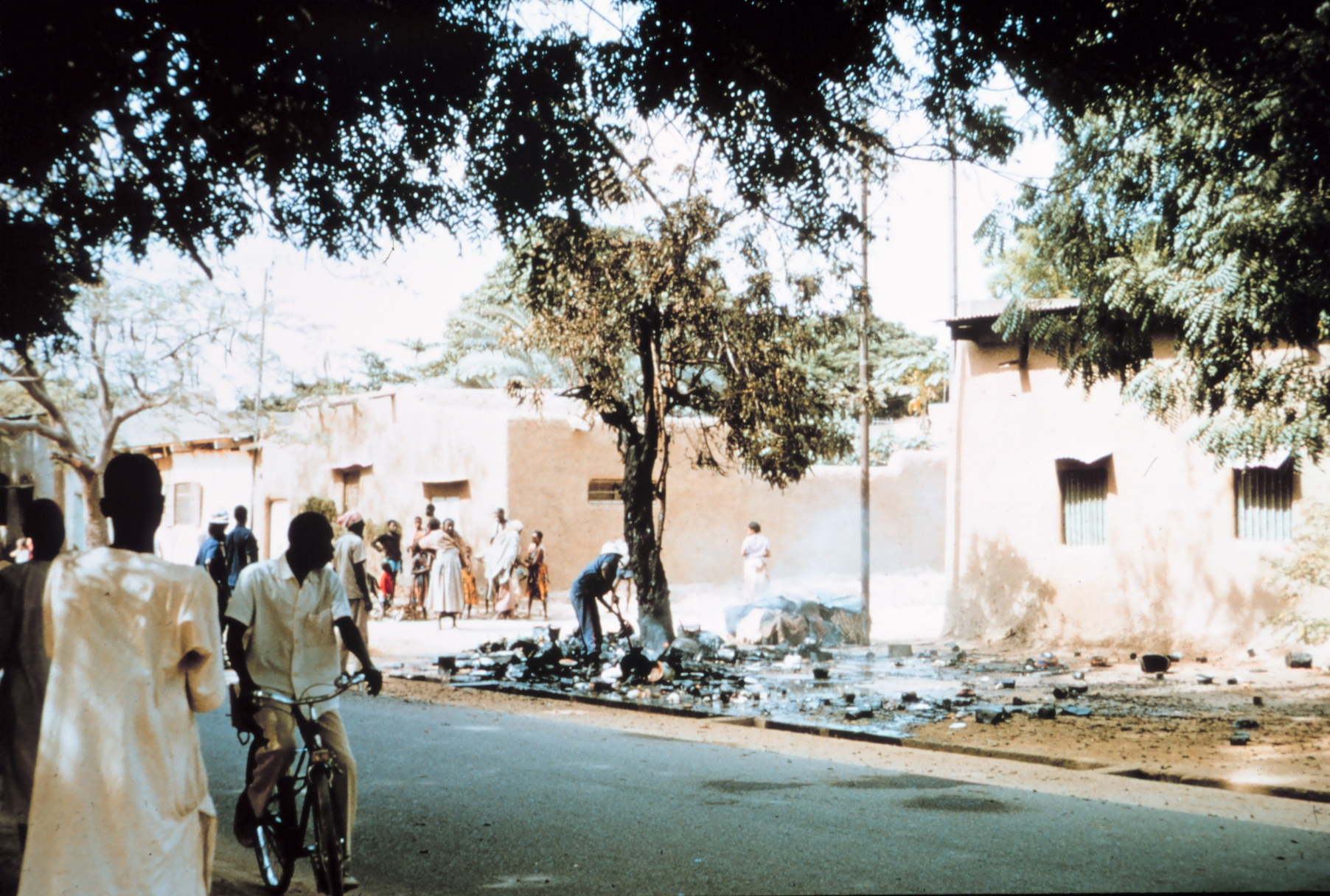
l'authenticité en 1969.

Pour la notion générale, voir Authenticité.
L'Authenticité au Tchad est une campagne linguistique et sociale similaire à la zaïrianisation, et initiée par François Tombalbaye à partir de sa réélection en juin 1969.
Les prénoms occidentaux sont remplacés par des prénoms africains ou tchadiens, Tombalbaye passant lui-même de François à Ngarta, Fort-Lamy et Fort-Archambault devenant respectivement N'Djaména et Sarh.
Le slogan "Authentique ! Sans papier !” est alors clamé pendant les discours du dirigeant.
La nouvelle exaltation du yondo (rite initiatique sara) entraîna l'opposition des prêtres et pasteurs, qui furent parfois réprimés dans la violence.
Un de ses effets fut aussi de limiter l'influence arabe du Nord du pays.